# The Final Cut (fumetto)
The Final Cut è l'ottavo fumetto della serie regolare dedicata a Buffy Summers, la protagonista del telefilm Buffy l'ammazzavampiri.
Questo fumetto contiene una storia autoconclusiva, completamente estranea al tessuto narrativo che la serie portava avanti in quel momento. Unico nel suo genere, questo fumetto è stato messo in commercio non nel consueto formato brossura ma abbinato ad un cofanetto promozionale denominato Supernatural Defense Kit, contenente anche alcuni riproduzioni in plastica di oggetti apparsi nel telefilm. Per lo stesso motivo, il fumetto non è mai stato inserito in nessuno dei volumi raccoglitori (paperback) messi in commercio dalla Dark Horse Comics man mano che la serie avanzava. Poiché in Italia sono stati finora pubblicati dalla Free Books soltanto i paperback, questo fumetto (assieme ad altri numeri one-shot) è ancora inedito da noi.
A fronte delle numerosissime richieste fatte dai fans, la Dark Horse ha deciso nel 2010 (precisamente il 21 aprile) di rimettere sul mercato l'intero cofanetto in serie limitata e acquistabile solo tramite prenotazione.

## Trama
- testi: Andi Watson
- disegni: Cliff Richards
- colore: Guy Mayor
- inchiostro: Joe Pimentel

Marty, addetto alle pulizie in una casa cinematografica, sogna di diventare regista ma il suo progetto di lavorare a basso budget viene ridicolizzato dai colleghi. In un magazzino lasciato aperto trova alcune vecchie pellicole che il ragazzo si porta a casa per visionarle. Mentre guarda una di queste, The final cut, il protagonista della pellicola si rivolge a lui e gli promette di farlo diventare famoso.
L'indomani il ragazzo assolda Willow come scrittrice del suo prossimo film e Cordelia come attrice (nonché Xander come suo agente). Buffy, indispettita, deve rassegnarsi al fatto che nel progetto di Marty non c'è posto per lei. Il protagonista della pellicola, l'attore Fair Quinn, chiede a Marty di portargli cinque anime per completare il suo rituale e ritornare alla vita vera: il ragazzo accetta a patto che sia permesso a lui di dirigere il primo nuovo film di Quinn. Così Willow, Oz, Cordelia e Xander vengono invitati ad una falsa riunione di produzione a casa di Marty. Viene chiesto anche a Buffy di partecipare, come addetta alle coreografie delle scene di lotta, ma la Cacciatrice si muove soltanto dopo aver fatto alcune ricerche al computer ed aver scoperto che Fair Quinn era un attore degli anni '30 morto misteriosamente. Buffy giunge a casa di Marty in tempo per sconfiggere l'attore che, nel frattempo, aveva già immobilizzato i ragazzi e si apprestava ad ucciderli. La pellicola viene alla fine bruciata lasciando per sempre in trappola Fair Quinn. Cordelia stessa deve meravigliarsi di come la gente sia disposta a fare qualunque cosa, anche uccidere, pur di entrare nel mondo del cinema.